# Fender Blues Junior
Model Fender Blues Junior je profesionalno cijevno gitarsko pojačalo koje je tvornica Fender proizvela 1995. godine, s ciljem da model replicira karakterističan ton cijevnog pojačala iz '50-ih s vrha popularnosti glazbenih žanrova američkog bluesa i blues rocka. Ovaj Fenderov model pojačala ja nasljednik Fender Pro Juniora (od kojeg se uveliko razlikuje), i za potrebe tržišta često se proizvodio u ograničenim serijama. Osim zvučnika u sve modele ugrađene su identične elektroničke komponente i stoga svi modeli imaju slične karakteristike. Vidna razlika između njih jedino je u malim kozmetičkim promjenama. Model Fender Blues Junior po svojim karakteristikama najviše sliči Fender Blues Deluxe modelu pojačala. 

#### Karakteristike
- Cijevi u pretpojačalu: tri 12AX7
- Cijevi u pojačalu: dvije EL84
- Dostupan: kombo konfiguracija
- Efekti: eho (reverb)
- Efektivna snaga: 15 W
- Kontrolna ploča: sklopni prekidač napajanja, kontrolna lampica, efekt eho (reverb), objedinjeni kontrolni pot (master), ekvilajzer (middle, treble, bass), glasnoća (volume), ulazni spoj (input)
- Kanali: 1
- Ispravljač: solid state
- Zvučnik: Eminence 1x12", otpor 8 Ω

## Redizajn
Mnogi Fenderovi modeli pojačala (osobito modeli Hot Rod serije) doživjeli su svoja reizdanja, što je u biti prirodan tijek usavršavanja i nadogradnje svakog modela. Tako je bilo i s modelom Blues Juniorom, koji je svoj veliki i pravi redizajn doživio 2001. godine kada se proizvodnja iz SAD-a preselila u Meksiko. Poznato je da Fenderovi dizajneri za oblaganje modela koriste cijelu paletu boja Tolex ili Tweed tkanine, ali standardna tkanina u kojom je obložen Blues Junior model je crni Tolex (u većini modela) sa srebrnom tkaninom na ramu zaštitne prednjice zvučnika. Najznačajnije odlike novih modela pojačala je izražajniji svjetliji (treble zvuk), i novi raspored potova na kontrolnoj ploči gdje je npr., pot reverba zbog bolje kontrole razine efekta odvojen da djeluje zasebno, neovisno o potu za glavni volume.

#### Osvrt u povijest
Od samog početka proizvodnje 1995. godine za modele Fender Blues Junior može se kazati da su nova izdanja (osim nadogradnje) dizajnom kontinuirano pratila trend i smjer glazbe. Njihova povijest dijeli se na dvije osnovne serije: početna zelena proizvedenih u SAD-u, i kasnija svijetlo smeđa boja modela proizvedenih u Meksiku.
Najveća razlika između ove dvije serije je u samoj boji zvuka modela. Početnu zelenu seriju modela karakterizira tamnija tendencija tona, dok je novija s naglašenim višim i svjetlijim tonovima. Unatoč razlikama obje serije su podjednako zastupljene u različitim glazbenim žanrovima. 
U tablici je prikaz napravljenih promjena na Fender Blues Junior modelima pojačala:
| Izdanja | Serije                | Datum       | Učinjene promjene                                   |
| ------- | --------------------- | ----------- | --------------------------------------------------- |
| A       | Zelena serija         | 03/03/1995. | Model Fender Blues Junior je proizveden             |
| B       |                       | 15/05/1995. | Nepoznato                                           |
| C       |                       | 29/10/1996. | Promjene na pretpojačalu i električnom krugu        |
| D       |                       | 29/07/1998. | Nepoznato                                           |
| A       | Svijetlo smeđa serija | 21/03/2001. | Promjene na reverb modulu i nova elektronička ploča |
| B       |                       | 20/04/2002. | Ugrađen je osigurač u krug faznog vodiča            |
| C       |                       | 2003.       | Ispravke u polaritetu povratnog napona              |

#### Označavanje modela
Fender je 1990. godine usvojio pravilo da se pisana deklaracija u obliku kodnog slova o sigurnosti kvalitete zalijepi unutar (često na dnu, a ponekad i na stranici) kabineta modela. Za modele od 2003. – 2005. godine ne postoji pouzdan način provjere, osim da se eventualni kupci uz serijski broj modela obrate Fenderovoj internet stranici za pomoć. Modeli proizvedeni u 2006. godini su jubilarni modeli, i imaju malu metalnu pločicu s posvetom "Fender 60th Anniversary" na stražnjoj strani modela, dok modeli iz 2007. godine nemaju kodne oznake.
| Godina | Kodna oznaka | Mjesec   | Kodna oznaka |
| ------ | ------------ | -------- | ------------ |
| 1990.  | A            | Siječanj | A            |
| 1991.  | B            | Veljača  | B            |
| 1992.  | C            | Ožujak   | C            |
| 1993.  | D            | Travanj  | D            |
| 1994.  | E            | Svibanj  | E            |
| 1995.  | F            | Lipanj   | F            |
| 1996.  | G            | Srpanj   | G            |
| 1997.  | H            | Kolovoz  | H            |
| 1998.  | I            | Rujan    | I            |
| 1999.  | J            | Listopad | J            |
| 2000.  | K            | Studeni  | K            |
| 2001.  | L            | Prosinac | L            |
| 2002.  | M            |          |              |
| 2003.  | N            |          |              |

## Fender Blues Junior III
Model je proizveden u rujnu 2010. godine. Dizajn modela je obnovljen s novim značajnim promjenama: 
- kabinet nije više obložen samo u standardni crni tolex
- ugrađen je novi “Lightning Bolt” model zvučnika
- kontrolna ploča je crne boje s bijelim oznakama na kojoj je "Blues Junior" logo potpis[4]
- na izlazu pojačala ugrađena je EL84 cijev
- novi dizajn seta kapica za potove, i ručke za nošenje pojačala

## Vanjske poveznice
- Fender Blues Junior Owner's Manual  Arhivirana inačica izvorne stranice od 26. prosinca 2011. (Wayback Machine) "PDF - naputak"
- Fender Musical Instrument Corporation "Fender - službena internet stranica"